# ジョーダン・グラハム
ジョーダン・グラハム（Jordan Graham, 1995年3月5日 - ）は、イングランド・コヴェントリー出身のサッカー選手。レイトン・オリエントFC所属。ポジションはミッドフィールダー。

## 経歴
2012年3月、アストン・ヴィラFCと2年契約を結んだ。
2013年11月、イプスウィッチ・タウンFCに期限付き移籍した。2014年1月10日にはブラッドフォード・シティAFCに期限付き移籍した。
2014年11月、ウルヴァーハンプトン・ワンダラーズFCに期限付き移籍した。怪我によりトップチームでの出場は叶わなかったが、2015年1月に完全移籍した。
2017年8月31日、フラムFCに期限付き移籍した。2018年8月28日、イプスウィッチ・タウンFCに期限付き移籍した。
2020年1月31日、ジリンガムFCに期限付き移籍した。間も無く、Covid-19の影響でウルブスに戻るが、2020年8月12日にジリンガムに完全移籍した。
2021年6月24日、バーミンガム・シティFCと2年契約を結んだ。
2023年8月2日、レイトン・オリエントFCに2年契約で移籍した。